# 反響定位
反響定位（はんきょうていい、英: echolocation）とは、動物が音や超音波を発し、その反響によって物体の距離・方向・大きさなどを知ること。たとえばコウモリ、またイルカ・マッコウクジラ、小型哺乳類など1000種以上の動物が反響定位を使う。カタカナ表記では表記ゆれがありエコロケーションあるいはエコーロケーションとされる。

## 一般的意味
反響定位とは、動物が自分が発した音が何かにぶつかって返ってきたもの（反響）を受信し、その方向と遅れによってぶつかってきたものの位置を知ることである。各方向からの反響を受信すれば、周囲のものと自分の距離および位置関係を知ることができる
夜や水中など、光が十分に利用できない条件下では、遠くの情報を得るのに音波が用いられる。音は水中では空中よりはるかに速く伝達する。空気中での音の伝達速度は340メートル毎秒 (m/s) 程度だが、水中では1500 m/s 近くに達し、土中ではさらに速い。また、波長が短いほうが情報量は多いので、高い音ほど有用であり、人の可聴域以上の音、すなわち超音波が用いられることが多い。
人間が海洋で水深を測定するときも、音波が利用される。また、魚群探知機は、音波の反射によって魚の群れの位置を探す装置であり、その原理は反響定位そのものである。

## 具体例

### コウモリ

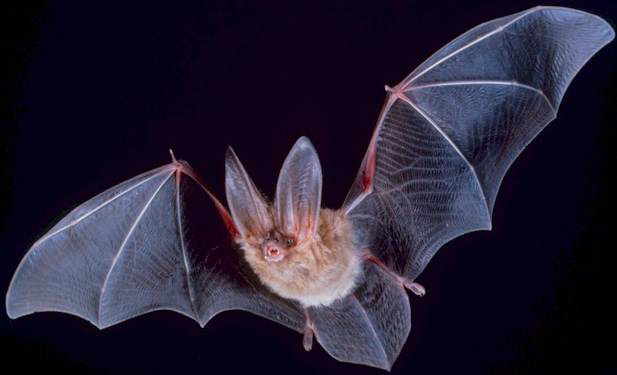
コウモリは超音波を利用して暗闇を飛行する。

最も有名なのは、哺乳類でありながら空を飛べるコウモリである。コウモリ類には大きく2つの群があり、昆虫食が中心の小型コウモリ類が反響定位を用いる。大型で果実食のオオコウモリ類は大きな目をもち、視覚に頼って生活する。
小型コウモリ類は目がごく小さく、耳は薄くて大きい。多くのものは、空を飛んでいる昆虫を捕獲して生活している。空中を高速で飛ぶものや、木の枝の間をひらひらと飛びながら虫を探すものもいて、いずれの場合も反響定位に頼って飛行する。実験的に室内に針金を張り巡らせ、その中を飛ばせると、針金にぶつからずに飛び回る。コウモリに目隠しをしても飛び方は変わらないが、耳をふさぐと飛べなくなる。
コウモリは口から間欠的に超音波（パルス）の領域の音を発して、それによって周囲の反射音を取得しまわりの木の枝や、虫の位置などの環境把握を行う。虫を捕らえる直前には、音を発する頻度が高くなる。
コウモリの餌のひとつであるガの中には、コウモリの発する音を聴くための耳（鼓膜器官）をもち、コウモリの反響定位音をとらえると、音を発して位置の特定を妨害、また飛翔パターンの変化・交尾行動の中止なども見られ、距離に応じて遠いと飛行パターン変更、近いと羽を閉じてストンと落下するなどの回避行動をとるものがある。

### 鳥
夜行性の鳥にも、反響定位を行うものがある。南アメリカの洞窟に暮らすアブラヨタカは、反響定位に可聴域の音を使っているので、洞窟内に入るとやかましくてたまらないという。ただし、この鳥は目もよく発達しており、夜に洞窟外に出て果実を食う。
アナツバメ類にも洞窟に栄巣するものがあり、反響定位を利用している。

### クジラ

ハクジラは指向性の高い超音波で反響定位をする

水中では、一部のクジラ類が反響定位を行うことが知られている。ハクジラ類は頭部にメロンという脂肪組織のかたまりをもち、これが鼻腔で発した音波を屈折し収束させるレンズとして機能し、指向性の高い音波の発信にかかわるといわれる。音波の受信は、眼の後方にある耳孔ではなく下顎骨を用いて行い、ここから骨伝導で内耳に伝えられる。クリック音といわれる超音波を発し、これによって反響定位や、仲間との交信を行っている。一説によれば、1000キロメートル離れた仲間ともやり取りできるともいわれる。

### 反響定位をしない例
土中で生活するモグラなども聴覚が発達しているが、反響定位のような使い方はしないようである。

## 視覚障害者の反響定位
視覚障害者は、杖がコンクリートをたたく音や舌を鳴らした音などの反響で、周囲の状況、例えば横にブロック塀があるといったことがわかるという。阪神・淡路大震災では、町中のブロック塀などがことごとく崩れたりして著しく環境が変化し、普段歩いていた道の反響が全く変わるなど視覚障害者にとって困惑した状況が生じたので、実態調査も実施された。
視覚障害者に対する反響定位トレーニングを推進する国際的な団体 Visioneers.org がある。